# Bardonnex
Bardonnex é uma comuna suíça do Cantão de Genebra que fica entre Perly-Certoux, Carouge, e Troinex, e a Sul a Alta Saboia, e a Sul a Alta Saboia francesa. 
Segundo o Departamento Federal de Estatísticas Bardonnex ocupa uma superfície de 5 km2 com zona habitável de 23.5 % e mais de 73 % de terreno agrícola. 
Bardonnex é a saída de Genebra pela fronteira na Autoestrada A1 (Suíça) com a Autoroute A40 (France)  que liga Macon ao Fayet.